# Младе Османлије
Младе Османлије (турски Yeni Osmanlilar) биле су тајно друштво које је 1865. основала група османских интелектуалаца који су били незадовољни Танзиматским реформама у Османском царству, за које су веровали да нису  довољно свеобухватне. Младо-османлије су настојале да трансформишу османско друштво очувањем Царства и модернизацијом у складу са европском традицијом усвајања уставне владе. Иако су Младо-османлије често биле у идеолошком неслагању, сви су се слагали да нова уставна влада треба да настави да буде барем донекле укорењена у исламу. Да би нагласили „трајну и суштинску валидност ислама као основе османске политичке културе“, покушали су да синкретизују исламску јуриспруденцију са либерализмом и парламентарном демократијом. Младе Османлије су тражили нове начине да формирају владу попут европских влада, посебно устав Другог француског царства. Међу истакнутим члановима овог друштва били су писци и публицисти као што су Ибрахим Шинаси, Намик Кемал, Али Суави, Зија паша и Ага Ефенди.
Године 1876. Младо-османлије су имале свој одлучујући тренутак када је султан Абдул Хамид II невољно прогласио османски устав из 1876, први покушај доношења устава у Османском царству, чиме је започела Прва уставна ера. Иако је овај период био краткотрајан, када је Абдул Хамид II на крају суспендовао устав и парламент 1878. у корист повратка на апсолутну монархију са њим на власти, утицај Младих Османлија се наставио све до колапса царства. Неколико деценија касније, друга група реформски оријентисаних Османлија, Младотурци, поновила је напоре младих Османлија, што је довело до Младотурске револуције 1908. године и почетка Друге уставне ере.

## Име

### Историјски "jeunes" (млади)
Према Нијазију Беркесу, историјски термин jeunes чиниле су две групе: они који су реформама желели повратак коренима земље и оних који су желели да спроведу корените реформе (као што је прилагођавање европског модела, раздвајање верских и државних послова итд.). М. Шукру Ханиоглу бележи да су имена „Младотурци“ и „Млада Турска“ била у употреби за групе реформистичких бирократа и за образовану касту од Махмуда II и Абдулмеџида I.

### Коришћена или приписана имена
Покрет је имао више назива, највероватније због диференцијације мишљења међу његовим члановима, и начина на који су се представили јавности. На страним језицима били су препознати као „Нова Турска“/„Млада Турска“, „Нове Османлије“/„Младе Османлије“, а такође и као „Нови Турци“/„Млади Турци“, међутим, последњи је обично у употреби за покрет следеће (и донекле одвојене) генерације, познат као Младотурци.

## Историја

### Формирање

#### Пикник у Београдској шуми код Истанбула
У лето 1865. шесторица младића састала су се у Београдској шуми (турски: Белград Орманı) у близини Истанбула на пикнику како би формирали групу која ће постати позната као Патриотски савез и која ће бити језгро будућих Младих Османлија.
Скоро сви присутни мушкарци су у једном или другом тренутку радили у Преводилачком бироу Високе порте и стога су познавали и европске политичке системе и унутрашње функционисање османске спољне политике.
Шесторица присутних људи били су Мехмед бег, Намик Кемал, Менапирзаде Нури, Решат бег, Ајетулах бег и Рефик бег, и сви су делили жељу да промене начин на који су Османлије комуницирале са европским силама поред природе владавине у царству.
Група је привукла умерен број пратилаца. „У току две године, чини се да се неколико стотина људи придружило друштву, међу њима и два султанова нећака, принц Мурат (престолонаследник) и принц Хамид.

#### Изгнанство у Париз
Током исте године, Ибрахим Шинаси је препустио контролу над својим новинама Tasvir-i Efkâr Намику Кемалу, а под Кемаловим уредништвом лист је постао радикалнији. Године 1867. Намик Кемал и друге младе Османлије објавили су отворено писмо незадовољног египатског принца Мустафе Фазил-паше османском султану Абдул Азизу. Ово писмо је заговарало уставну и парламентарну управу. Након објављивања, османска влада се обрачунала са Младо-османлијама, због чега су побегли у Париз, где су наставили да делују под патронатом Мустафе Фазил-паше. У време када су се ови прогнани публицисти окупили под патронатом Мустафа Фазил-паше у Паризу, почели су да себе називају Yeni Osmanlılar.

### Публикације
Путем новог медија штампе и уз финансијску подршку свог савезника Мустафе Фазил-паше, Младе Османлије су могле да шире своје идеје у бројним публикацијама. Једна од најважнијих периодичних публикација била је Hürriyet („Слобода“), коју су објављивали Намик Кемал и Зија-паша почевши од 1868. године, иако су и многи други часописи објављивани и често су заузимали радикалнији став. Друге младо-османске новине биле су Ulum („Наука“), Inkilab („Револуција“), Ibret („Лекција“), и Basiret. Ове публикације су изражавале неслагање и противљење отоманској политици које би обично било угушено. Ове периодичне публикације су кружиле широм Европе, имајући места издавања у Лондону, Женеви, Паризу, Лиону и Марсеју.

### Повратак из изгнанства
Када су Мехмед Фуад-паша и Мехмед Емин Али-паша умрли 1869. односно 1871. године, две највеће препреке иницијативама Младих Османлија сада су биле укинуте, што је довело до тога да се велики број прогнаника врати у Истанбул. Прихватање Мустафе Фазил-паше на функцију под султаном Абдул Азизом такође се сматрало доказом скорог успеха. Међутим, управо је овај повратак из егзила почео да ломи Младе Османлије, од којих многи никада нису делили било какав утврђен идеолошки консензус. Али Суави је дао оставку из групе док се Намик Кемал вратио у Истанбул. Зија паша, који се није слагао са Кемалом, преселио се у Женеву да ради у другим новинама. Са својим новим великим везиром Махмуд Недим пашом, султан Абдул Азиз је поново потврдио своју улогу апсолутног владара, остављајући многе Младе Османлије разочаране након што су се толико надали да ће њихове реформе бити широко прихваћене.

### Криза и уставна револуција

#### Криза 1873–1878
Током владавине султана Абдул Азиза, царство је пролазило кроз период великих финансијских потешкоћа изазваних катастрофалном сушом и поплавама у Анадолији 1873. и 1874. године. У покушају да повећа приходе, влада је подигла порезе, што је довело до незадовољства међу становништвом. Финансијске потешкоће су погоршане крахом глобалне берзе 1873.
Незадовољство међу становништвом је расло, што је кулминирало низом побуна које су избиле међу хришћанским сељацима на Балкану. Побуне је прва доживела Босна и Херцеговина, а за њом Бугарска 1876. Оптужбе за злочине Турака, посебно у Бугарској, нису остале непримећене од стране Русије, која је заратила са Османлијама 24. априла 1877.

#### Уставна револуција
30. маја 1876, група водећих османских политичара, укључујући Мидхат-пашу, извршила је државни удар и свргнула султана Абдул Азиза. Принц Мурат, који је био близак са Младо-османлијама, постављен је на престо као султан Мурат V. Мурат је обећао да ће успоставити устав, али је почео да слуша свог великог везира Рушди-пашу, који се залагао за опрезан приступ реформама. Након наводног самоубиства султана Абдул Азиза, ментално стање султана Мурата је почело нагло да слаби и он је постао алкохоличар. „Чини се да су самоубиство његовог стрица и убиство неколико чланова његовог кабинета довели до тешког нервног слома. Као резултат тога, након само три месеца на престолу, Мурат је проглашен неспособним да влада и замењен је својим млађим братом Хамид ефендијом, који је ступио на престо 1. септембра 1876. као султан Абдул Хамид II.

#### Прва уставна ера Османског царства
Прва уставна ера почела је 23. децембра 1876. године, када је султан Абдул Хамид II именовао Мидхат-пашу за великог везира и прогласио османски устав из 1876. године, иако су његови мотиви за то сумњиви јер су изгледа имали за циљ да умире Европљане који су били у Истанбулу због конференције. Заиста, Абдул Хамид II „није имао поверење ни ког Порте ни код интелектуалаца. Министри су знали да је преварант и лукав, и сумњали су да би његова владавина значила повратак царској контроли над државним пословима“. Први османски парламент, Генерална скупштина Отоманског царства, састајала се од 19. марта 1877. до 28. јуна 1877. и састала се само још једном пре него што ју је Абдул Хамид II укинуо, користећи своје уставно право на то. 13. фебруара 1878. године је отпустио Мидхат-пашу и протерао га из царства, чиме је практично окончана Прва уставна ера и омогућен повратак централизацији власти султана.

## Идеологија
Младо-османлије нису били уједињени јединственом идеологијом и њихови ставови су се веома разликовали унутар групе. Ипак, окупило их је неколико централних заједничких идеја и заједнички циљ.

### Конституционализам
„Младе Османлије су оштро критиковале Танзимат као капитулацију пред европским диктатом, за који су веровали да је један од примарних разлога лошег стања царства. Планирале су развој уставне владе која би била заснована на исламским концептима, не само као разлику од европских влада, већ и зато што су желеле да сачувају једну од кључних карактеристика османске културе.

### Османизам
Суочени са појавом националних идентитета у Европи, жеља за дефиницијом патриотског отоманског идентитета постала је фактор уједињења међу многим водећим младим Османлијама. Жељени циљ османизма био је да се превазиђу тензије између муслиманских и немуслиманских поданика царства и да се они уједине кроз оданост држави.

### Исламизам
Иако су Младо-османлије од Европљана тражиле модел уставне власти, сматрали су да га треба развијати у оквиру ислама како би се нагласила „трајна и суштинска валидност ислама као основе османске политичке културе“.

### Либерализам
Младо-османлије су синкретизовали исламски идеализам са модерним либерализмом и парламентарном демократијом, за њих је европски парламентарни либерализам био модел који је требало следити, у складу са принципима ислама и „који је покушао да помири исламске концепте власти са идејама Монтескјеа, Дантона, Русоа, и савремених европских научника и државника“. Намик Кемал, који је био утицајан у формирању друштва, дивио се уставу Треће француске републике, политичке идеале младих Османлија сумирао је као „суверенитет нације, одвајање овлашћења, одговорности службеника, личне слободе, једнакости, слободе мисли, слободе штампе, слободе удруживања, уживања имање, светост дома“.